# Nilo Cairo da Silva
Nilo Cairo da Silva (Paranaguá, 12 de novembro de 1874 – Rio de Janeiro, 6 de junho de 1928) foi um médico, engenheiro militar, bacharel em matemática e ciências físicas e professor catedrático Brasileiro.
Nilo Cairo é considerado o criador intelectual da Universidade do Paraná, futura UFPR.

## Biografia

### Vida e legado
Natural de Paranaguá, Nilo Cairo da Silva nasceu na quinta-feira, dia 12 de novembro de 1874 e foi filho do militar Simplício Manoel da Silva Junior. Fez seus estudos primários em sua terra natal e na adolescência mudou-se para a cidade do Rio de Janeiro aonde assentou praça no Colégio Militar.
No Exército Brasileiro estudou no Estado Maior de Engenharia tornando-se engenheiro militar. Em 1891 foi promovido a 2° tenente da engenharia e 1° tenente em 1899. Em 1904 ao realizar uma manobra militar mal sucedida, teve dois tímpanos rompidos e assim foi afastado dos serviços militares da ativa. Em fevereiro de 1911 Nilo Cairo foi promovido a capitão.
Nilo Cairo foi muito estudioso e curioso pelas mais diversas áreas do conhecimento, sendo assim, estudou na Faculdade de Medicina do Rio de Janeiro e em 1903 recebeu o grau de Doutor ao defender a tese “Similus Similibus Curantur”. Alem da engenharia militar e da medicina, Nilo bacharelou-se em Ciências Físicas e Matemática.

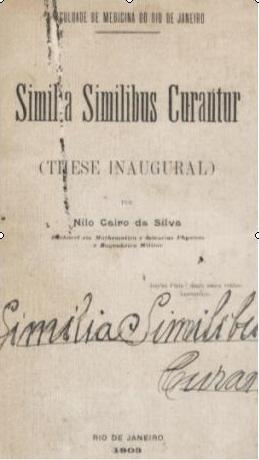
Tese Defendida por Nilo Cairo para a conclusão do Curso de Medicina na Faculdade do RJ - 1903

Ainda no Rio, Nilo contraiu matrimônio, porém, sua esposa logo faleceu em decorrência do parto do primeiro filho do casal e o mesmo, que nasceu deficiente, também faleceu alguns anos depois.
Em 1906, logo após a morte da esposa, deixou o Rio de Janeiro e mudou-se para Curitiba. Na capital paranaense dedica-se a medicina homeopática ao abrir uma clínica especializada.
Na homeopatia Nilo Cairo preocupou-se não somente em clinicar, mas também ajudou a divulgar a ciência ao escrever vários livros sobre o assunto e na criação de periódicos. Com a ajuda de Domingos Velozo fundou, em 1906, a Revista Homeopática do Paraná, que mais tarde virou Revista Homeopática Brasileira e também criou o Dispensário Homeopático Infantil.
Entre os diversos livros que Nilo escreveu em sua vida, muitos são especializados na medicina homeopática, como: Medicamentos Completos, de 1905; Tratamento Homeopático da Coqueluche, de 1906; Tratamento Homeopático da Influenza, de 1907; Guia Homeopático Brasileiro, de 1908; Tratamento Homeopático de Moléstias Tropicais, de 1909; O 606 em Homeopatia, de 1911; Tratamento Homeopático das Diarreias Infantis, de 1917. Entre seus livros encontramos também: Guia Prático da Cultura e Preparação do Fumo, 2° edição em 1922; O Livro da Cana de Açúcar, de 1924; A Cultura de Terra, entre outros. Ao longo de sua vida, Nilo Cairo colaborou em jornais e revistas do Rio de Janeiro e Paraná com artigos, principalmente de medicina.
Com uma extensa lista de livros publicados em diversas áreas, foi convidado a entrar para a Academia Paranaense de Letras e hoje a cadeira trinta e cinco desta entidade tem como o patrono o Dr. Nilo Cairo.
Pouco tempo depois do seu retorno ao Paraná, Nilo casou-se novamente e neste período mora na cidade de Palmeira, interior do estado, por algum tempo.
Nos primeiros anos do século XX, Nilo Cairo ressuscita em antigo sonho de Rocha Pombo que é o de dotar Curitiba com uma Universidade. Para isto reuniu forças com alguns intelectuais e autoridades com a intenção de colocar em prática esta ideia. Entre estas autoridades esta Victor Ferreira do Amaral, deputado e diretor de instrução pública do estado, além de Plínio Tourinho, Flávio Luz, entre outros. Este grupo aproveita a alteração de uma lei, a Lei Orgânica do Ensino modificada em 5 de abril de 1911 que desoficializava o ensino superior e criam, em 19 de dezembro de 1912, dia que comemora a Emancipação do Estado, a Universidade do Paraná, instituição embrião da Universidade Federal do Paraná. Assim a primeira diretoria da nova Universidade fica constituída da seguinte forma:
- Victor Ferreira do Amaral – diretor;
- Euclides Bevilacqua – vice – diretor;
- Nilo Cairo – 1° secretário;
- Daltro Filho – 2° secretário;
- João Barcellos – tesoureiro;
- Hugo Simas – bibliotecário.

O primeiro ano letivo da nova Universidade inicia-se em março de 1913 no prédio alugado da família Miró, na Rua Comendador Araújo, n° 560, e os professores pioneiros da UFPR foram: Mário e Plínio Tourinho; Daltro Filho; Bezerril; Baeta de Faria e Teófilo Duarte.
Além de ocupar o cargo de 1° secretário da então Universidade do Paraná entre 1913 e 1917, Nilo lecionou fisiologia, patologia geral e anatomia patológica no curso de Odontologia e homeopatia e terapêutica homeopática no curso de Medicina, entre outras disciplinas ministradas nos cursos de Farmácia e Engenharia (geologia e mineralogia).
Seu discurso “Liberdade de Ensino e Liberdade Profissional” proferido aos formandos e convidados por ocasião da colação de grau das primeiras turmas da Universidade, em 1914, foi amplamente divulgado por jornais locais e nacionais e publicado em vários periódicos.
Por questões políticas de âmbito nacional, a universidade foi dissolvida em várias faculdades no final da década de 1910 e por essa razão e mais a insatisfação aos políticos paranaenses em não lutarem pela Universidade do Paraná, Nilo ausentou-se do estado por algum tempo, indo morar no interior paulista. Após retornar a Curitiba, alguns anos depois, voltou a lecionar nas faculdades, agora desmembradas, da “antiga” Universidade do Paraná.
Em 1925 afastou-se das salas de aula em função de problemas de saúde e logo em seguida transferiu residencia para sua cidade natal. Alguns anos antes Nilo casou-se pela terceira vez, agora com Ermelina Schmidt.

### Falecimento e homenagens
Morando em Paranaguá e afastado da vida acadêmica de docente em função de problemas ocasionados por uma úlcera estomacal, em 1928 Nilo viajou para a cidade do Rio de Janeiro com a intenção de tratar a enfermidade, porém, na quarta-feira, dia 6 de junho de 1928, faleceu, na capital federal, Nilo Cairo da Silva aos 53 anos e 06 meses de idade.
Em 1933 seus restos mortais foram transladados do Rio de Janeiro para Curitiba e colocados no pedestal do seu busto, que estava sendo inaugurado em frente do prédio da “antiga” Universidade do Paraná (ainda desmembrada em várias faculdades) e futura UFPR, na Praça Santos Andrade.
Além do busto, as homenagens ao médico homeopata, engenheiro e um dos fundadores da primeira universidade federal brasileira são inúmeras, porém, destacam-se duas: em Apucarana, cidade do interior do Paraná, encontra-se o Colégio Estadual Nilo Cairo, a maior escola do município e da região e no centro da capital paranaense esta localizado a Rua Nilo Cairo, duas justas homenagens ao parnanguara que realizou o sonho da “Liberdade de Ensino e Liberdade Profissional”. Outra homenagem é por parte no Curso de Medicina da Universidade Federal do Paraná, DANC, aonde o diretório acadêmico leva o seu nome.